# Masayuki Yanagisawa
Masayuki Yanagisawa (柳沢 将之 Yanagisawa Masayuki?), född 27 augusti 1979 i Kanagawa prefektur, är en japansk före detta fotbollsspelare.
Yanagisawa började sin karriär 2002 i Tokyo Verdy. Med Tokyo Verdy vann han japanska cupen 2004. Efter Tokyo Verdy spelade han för Cerezo Osaka, Sagan Tosu och Yokohama FC. Han avslutade karriären 2011.